# پشت‌فروش (ربع)
پُشْت‌فُروش یا بُشْت‌فُروش؛ نام یکی از بخش‌های چهارگانه نیشابور قدیم که شمال خاوری دشت نیشابور را فرا می‌گرفته و به خاطر آبادی و بزرگی روستاها و پُرباری باغ‌هایش معروف بوده است. گشتاسب را بانی این ربع دانسته‌اند.

## نام‌شناسی
نام این ناحیه در: «تاریخ نیشابور» حاکم، به صورت بشفروش؛ در «احسن‌التقاسیم» مقدسی، بشتفروش؛ و در «معجم‌البلدان» یاقوت حموی، بُشْتَنْفُروش و بشتفروش آمده است. یاقوت حموی، به نقل از بیهقی، بشتاسف (= گشتاسب) را بانی این ربع، دانسته است. برخی از ایرانشناسان، نام این منطقه را با پشته گشتاسبان و ریوند که جایگاه آذربرزین مهر بوده است، مرتبط دانسته‌اند. در قرون اخیر آن را پیش‌فروش تلفظ می‌کرده‌اند و قریه‌ای به این نام، هنوز در آنجا باقی است. در کتاب «آثار باستانی خراسان» دربارهٔ این آبادی آمده است: قسمتی از آن هم‌اکنون از اوقاف آستان قدس رضوی است و در مغرب آبادی قدمگاه است.

## ربع بشتفروش
بشتفروش، نام یکی از رَبع (بخش)های چهارگانه نیشابور قدیم است. که از چهار سو، شهر نیشابور را در میان گرفته بودند و آن‌ها عبارتند از: شامات، ریوند، مازل، بشتفروش. ربع‌ها نیشابور، از مرکز شهر (مسجد جامع)، در جهت صحرا و کوه، به چهار طرف، تا انتهای حدود و مرزهای ولایت (شهرستان) کشیده می‌شد. آنچه پیوسته به شهر بود «محله» و آنچه در صحرا و کوه بود «ربع» نامیده می‌شد.

## وضعیت و ویژگی‌ها
ربع بشتفروش، بزرگ‌ترین ناحیه ولایت (= شهرستان) نیشابور، با روستاهای بزرگ و آباد، و دارای صد و بیست و شش قریه (روستا) بوده است. حاکم در کتاب تاریخ خود نوشته است که «به خراسان، از آن معمورتر (آبادتر)، ناحیتی (ناحیه‌ای) نیست.» محمد مقدسی این ربع را بخشی سودآور و پُر انگور توصیف می‌نماید چنان‌که در یک روز، از طریق راه این ربع که به دروازه جیق (جیک) شهر نیشابور می‌رسد، ده‌هزار بار انگور به شهر نیشابور، وارد شد. مقدسی، در همین مبحث، از فردی به نام ابوسعید جوری نقل قول می‌کند: «در آنجا باغی است که درآمد زردآلوی آن، روزانه یک دینار است و تا پایان فصل زرد آلو ادامه دارد.» و همچنین روایتی دیگر را نیز بیان می‌کند که شنیده‌ام که برخی از پیشوایان نیشابور در شهر رقه، بر ابن عروبه وارد شد، پس او دربارهٔ نیشابور و افتخاراتش پرسید، نیشابوری گفت: «در آنجا دیهی هست بنام خرق، که در فصل انگور، روزانه به ارزش یکصد هزار درم، انگور از آن برداشت می‌کنند. این ربع، شهری نداشته ولی یک روستای بزرگ به همین نام بشتفروش در آن بوده است. در قرون اخیر آن را پیش‌فروش تلفظ می‌کرده‌اند و قریه‌ای به این نام، هنوز در آنجا باقی است. در تاریخ الحاکم، از چند وادی (کاریز) نام برده شده که یکی از آن‌ها «وادی بشفروش» است. همچنین در این کتاب، از یوسف بن یعقوب بن یوسف ابویعقوب المکاتب، یکی از عالمان ربع بشتفروش نام برده شده است.

## پانوشت‌ها
1. 1 2 3  ابوعبدالله حاکم نیشابوری (۱۳۷۵)، تاریخ نیشابور، ترجمهٔ محمد بن حسین خلیفه نیشابوری، با مقدمه و تصحیح و تعلیقات محمدرضا شفیعی کدکنی، تهران: آگه، ص. ص ۲۱۴
2. 1 2  ابوعبدالله محمد بن احمد مقدسی (۱۳۶۱)، احسن التقاسیم فی معرفة الاقالیم، ترجمهٔ علینقی منزوی، تهران: شرکت مؤلفان و مترجمان ایران، ص. ج۲، ص۴۳۶
3. 1 2 3  یاقوت بن عبدالله الحموی (۱۹۰۶)، معجم‌البلدان، قاهره: مطبعه السعادة، ص. ج۲، ص۱۸۷
4. ↑  Die iranischen Feuerheiligtümer
,Schippmann, Klaus. (1971), p.27
5. 1 2  قدرت‌الله روشنی (۱۳۴۷)، سه سفرنامه؛ هرات، مرو، مشهد، تهران: انتشارات دانشگاه تهران، ص. ۱۹۸
6. ↑  عبدالحمید مولوی (۱۳۵۴)، آثار باستانی خراسان: شامل آثار و ابنیه تاریخی جام و نیشابور و سبزوار، مشهد: انجمن آثار ملی، ص. ج۱، ص۱۱۸
7. ↑  ابوعبدالله حاکم نیشابوری (۱۳۷۵)، تاریخ نیشابور، ترجمهٔ محمد بن حسین خلیفه نیشابوری، با مقدمه و تصحیح و تعلیقات محمدرضا شفیعی کدکنی، تهران: آگه، ص. ص۲۸۲
8. 1 2  ابوعبدالله حاکم نیشابوری (۱۳۷۵)، تاریخ نیشابور، ترجمهٔ محمد بن حسین خلیفه نیشابوری، با مقدمه و تصحیح و تعلیقات محمدرضا شفیعی کدکنی، تهران: آگه، ص. ص ۲۱۵
9. ↑  ابوعبدالله محمد بن احمد مقدسی (۱۳۶۱)، احسن التقاسیم فی معرفة الاقالیم، ترجمهٔ علینقی منزوی، تهران: شرکت مؤلفان و مترجمان ایران، ص. ج۲، ص۴۶۳-۴۶۴
10. ↑  ابوعبدالله حاکم نیشابوری (۱۳۷۵)، تاریخ نیشابور، ترجمهٔ محمد بن حسین خلیفه نیشابوری، با مقدمه و تصحیح و تعلیقات محمدرضا شفیعی کدکنی، تهران: آگه، ص. ص۱۴۷

## فهرست منابع
- «آثار باستانی خراسان: شامل آثار و ابنیه تاریخی جام و نیشابور و سبزوار»، عبدالحمید مولوی، مشهد: انجمن آثار ملی، ۱۳۵۴.
- «احسن‌التقاسیم فی معرفةالاقالیم»، تألیف ابوعبدالله محمد بن احمد مقدسی، ترجمه علینقی منزوی، تهران: شرکت مؤلفان و مترجمان ایران، ۱۳۶۱.
- «تاریخ نیشابور»، ابوعبدالله حاکم نیشابوری، ترجمه محمد بن حسین خلیفه نیشابوری، با مقدمه و تصحیح و تعلیقات محمدرضا شفیعی کدکنی، تهران: آگه، ۱۳۷۵.
- «سه سفرنامه؛ هرات، مرو، مشهد»، به اهتمام قدرت‌الله روشنی، تهران: انتشارات دانشگاه تهران، ۱۳۴۷.
- «معجم‌البلدان»، شهاب‌الدین ابی‌عبدالله یاقوت بن عبدالله الحموی الرومی البغدادی، قاهره: مطبعه السعادة، ۱۹۰۶م.
- Schippmann, Klaus (1971). Die iranischen Feuerheiligtümer. Berlin, New York: Wlater de Gruyter. {{cite book}}: Cite has empty unknown parameter: |1= (help)